# Bad Homburg Open 2025
Bad Homburg Open 2025, oficiálně Bad Homburg Open powered by Solarwatt, byl tenisový turnaj na ženském profesionálním okruhu WTA Tour, hraný v městském tenisovém klubu. Pátý ročník Bad Homburg Open probíhal mezi 22. a 28. červnem 2025 v německém lázeňském městě Bad Homburgu na travnatých dvorcích. Sportovní ředitelkou turnaje byla jmenována bývalá tenistka Angelique Kerberová, která vytvořila vedoucí manažerskou dvojici s ředitelem Aljoschou Thronem.
Turnaj dotovaný 1 064 510 dolary patřil do kategorie WTA 500. Představuoval závěrečnou přípravu na londýnský grandslam ve Wimbledonu. Nejvýše nasazenou singlistkou se stala americká světová trojka Jessica Pegulaová, která do německé události zasáhla podruhé. Jako poslední přímá účastnice do dvouhry nastoupila 29. hráčka žebříčku Linda Nosková z Česka. V důsledku invaze Ruska na Ukrajinu na konci února 2022 řídící organizace tenisu ATP, WTA a ITF s grandslamy rozhodly, že ruští a běloruští tenisté mohli dále na okruzích startovat, ale do odvolání nikoli pod vlajkami Ruska a Běloruska.
Devátý singlový titul na okruhu WTA Tour vyhrála Jessica Pegulaová, která jako jediná v probíhající sezóně zkompletovala trofeje ze všech tří povrchů – tvrdého, antuky i trávy. Čtyřhru ovládly Číňanka Kuo Chan-jü s Alexandrou Panovovou, které získaly druhý společný titul.

## Rozdělení bodů a finančních odměn

### Rozdělení bodů
| Soutěž  | Soutěž | vítězky | finalistky | semifinalistky | čtvrtfinalistky | 16 v kole | 32 v kole | Q  | Q2 | Q1 |
| ------- | ------ | ------- | ---------- | -------------- | --------------- | --------- | --------- | -- | -- | -- |
| dvouhra | [ 3 ]  | 500     | 325        | 195            | 108             | 60        | 1         | 25 | 13 | 1  |
| čtyřhra | [ 9 ]  | 500     | 325        | 195            | 108             | 1         | —         | —  | —  | —  |

### Finanční odměny
| Soutěž                               | Soutěž       | vítězky   | finalistky | semifinalistky | čtvrtfinalistky | 16 v kole | 32 v kole | Q2      | Q1      |
| ------------------------------------ | ------------ | --------- | ---------- | -------------- | --------------- | --------- | --------- | ------- | ------- |
| dvouhra                              | [ 3 ] [ 10 ] | 164 000 $ | 101 000 $  | 59 100 $       | 27 940 $        | 15 170 $  | 10 190 $  | 7 625 $ | 3 900 $ |
| čtyřhra                              | [ 9 ]        | 54 300 $  | 33 000 $   | 19 160 $       | 9 840 $         | 6 000 $   | —         | —       | —       |
| částky ve čtyřhře jsou uvedny na pár |              |           |            |                |                 |           |           |         |         |

## Ženská dvouhra

### Nasazení
| Stát                            | Hráčka                   | WTA | Nasazení |
| ------------------------------- | ------------------------ | --- | -------- |
| USA                             | Jessica Pegulaová        | 3.  | 1.       |
| Itálie                          | Jasmine Paoliniová       | 5.  | 2.       |
|                                 | Mirra Andrejevová        | 7.  | 3.       |
| Polsko                          | Iga Świąteková           | 8.  | 4.       |
| USA                             | Emma Navarrová           | 9.  | 5.       |
|                                 | Diana Šnajderová         | 12. | 6.       |
| Ukrajina                        | Elina Svitolinová        | 14. | 7.       |
|                                 | Jekatěrina Alexandrovová | 18. | 8.       |
| Žebříček WTA ke 16. červnu 2025 |                          |     |          |

### Jiné formy účasti
Následující hráčky obdržely divokou kartu:
- Tatjana Mariová
- Naomi Ósakaová
- Maria Sakkariová
- Laura Siegemundová

Následující hráčka nastoupila pod žebříčkovou ochranou:
- Belinda Bencicová

Následující hráčka měla obržet zvláštní výjimku:
- Wang Sin-jü

Následující hráčky postoupily z kvalifikace:
- Viktoria Azarenková
- Olga Danilovićová
- Kateřina Siniaková
- Ajla Tomljanovićová

Následující hráčky postoupily z kvalifikace jako šťastné poražené:
- Ashlyn Kruegerová
- Veronika Kuděrmetovová

### Odhlášení
před zahájením turnaje
- Paula Badosová → nahradila ji  Julia Putincevová
- Wang Sin-jü → nahradila ji  Ashlyn Kruegerová
- Ljudmila Samsonovová → nahradila ji Veronika Kuděrmetovová]

## Ženská čtyřhra

### Nasazení
| Stát                                                                        | Hráčka              | Stát        | Hráčka            | WTA | Nasazení |
| --------------------------------------------------------------------------- | ------------------- | ----------- | ----------------- | --- | -------- |
| Kanada                                                                      | Gabriela Dabrowská  | Nový Zéland | Erin Routliffeová | 8.  | 1.       |
| Ukrajina                                                                    | Ljudmyla Kičenoková | Austrálie   | Ellen Perezová    | 28. | 2.       |
| USA                                                                         | Asia Muhammadová    | Nizozemsko  | Demi Schuursová   | 29. | 3.       |
| Maďarsko                                                                    | Tímea Babosová      | Brazílie    | Luisa Stefaniová  | 51. | 4.       |
| Žebříček WTA ke 16. červnu 2025; číslo je součtem umístění obou členek páru |                     |             |                   |     |          |

### Jiné formy účasti
Následující pár obdržel divokou kartu:
- Caty McNallyová /  Nastasja Schunková

Následující pár nastoupil z pozice náhradníka:
- Tayisiya Mordergerová /  Yana Mordergerová

### Odhlášení
před zahájením turnaje
- Wang Sin-jü /  Čeng Saj-saj → nahradily je  Tayisiya Mordergerová /  Yana Mordergerová

## Přehled finále

### Ženská dvouhra
- Jessica Pegulaová vs.  Iga Świąteková, 6–4, 7–5

### Ženská čtyřhra
- Kuo Chan-jü / Alexandra Panovová vs.  Ljudmyla Kičenoková /  Ellen Perezová, 4–6, 7–6(7–4), [10–5]